# Авелянеда (Санта Фе)
Вижте пояснителната страница за други значения на Авелянеда.
Авелянеда (на испански: Avellaneda) е град в Североизточна Аржентина. Разположен е близо до река Парана в провинция Санта Фе. Основан е през 1879 г. Има жп гара, от която на север може да се пътува до град Ресистенсия, а на юг до град Санта Фе. На 5 км на югоизток е град Реконкиста. Население 22 989 жители от преброяването през 2001 г.

## Личности
Родени
- Габриел Батистута (р. 1969), аржентински футболист